# Begonia lubbersii
Begonia lubbersii là một loài thực vật có hoa trong họ Thu hải đường. Loài này được E.Morren mô tả khoa học đầu tiên năm 1883.

## Hình ảnh

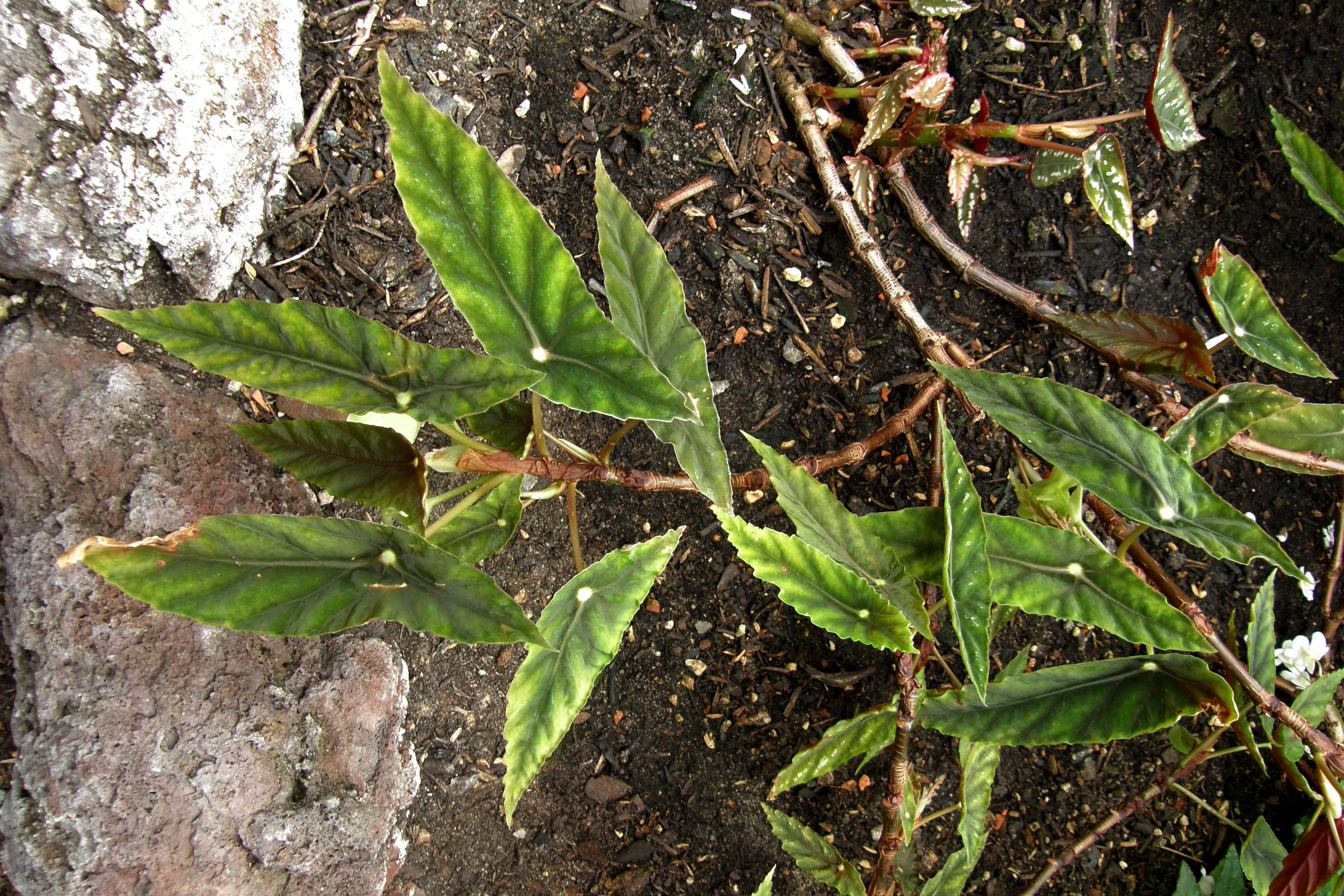